# Domesticació del cavall

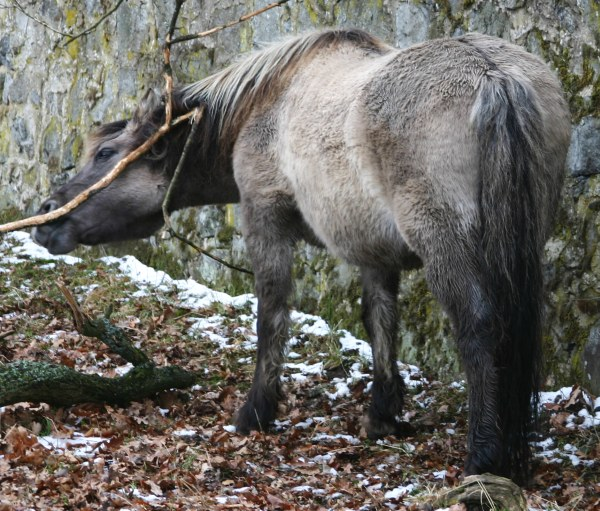
Un cavall de raça heck, s'assembla molt a l'ara extinta tarpan, una subespècie del cavall salvatge existent en el moment de la domesticació inicial

Existeixen diverses hipòtesis sobre molts dels punts clau de la domesticació del cavall. Tot i que els cavalls van començar a aparèixer en els motius artístics de l'art de cova del Paleolític a partir de 30000 aC, aquests eren cavalls salvatges i eren probablement caçats per carn.
No és clar com i quan els cavalls van ser domesticats. La primera prova clara en què el cavall s'usa com a mitjà de transport es pot trobar en l'ús del carro de guerra en els enterraments datats cap a l'any 2000 aC. Tanmateix, una quantitat creixent d'evidències donen suport a la hipòtesi que els cavalls van ser domesticats en les etepes eurasiàtiques aproximadament el 4000–3500 aC. Descobertes recents en el context de la cultura Botai suggereixen que els assentaments Botai de la província d'Akmola del Kazakhstan són el lloc d'origen de la domesticació del cavall.
La data de la domesticació del cavall depèn de la definició de domesticació. Alguns zoòlegs defineixen domesticació com el control humà de la criança dels animals, els efectes dels quals són evidents en les mostres esquelètiques trobades en jaciments, sobretot pels canvis en la mida dels cavalls i en la variabilitat de poblacions. Altres investigadors donen importància a evidències més extenses, incloent-hi les proves que mostren les conseqüències del treball en mostres esquelètiques i dentals, així com relacionant-ho amb la descoberta d'altres utensilis, com per exemple armes, art, i artefactes espirituals i els estils de vida de cultures humanes. També s'han trobat evidències que inicialment els cavalls van ser utilitzats tant com a animals de carn com com a animals de treball.
Els intents de datar la domesticació mitjançant l'anàlisi o estudi genètic de restes físiques de cavalls rau en el fet que hi va haver una separació dels genotips dels cavalls domesticats i de les poblacions de cavalls salvatges. Aquesta separació va succeir en algun moment, però les dates obtingudes usant aquest mètode només poden donar una idea sobre la possible data més tardana de la domesticació, ja que no es pot assegurar que la separació de genotips es produeixi simultàniament a la domesticació.

## Predecessors del cavall domèstic

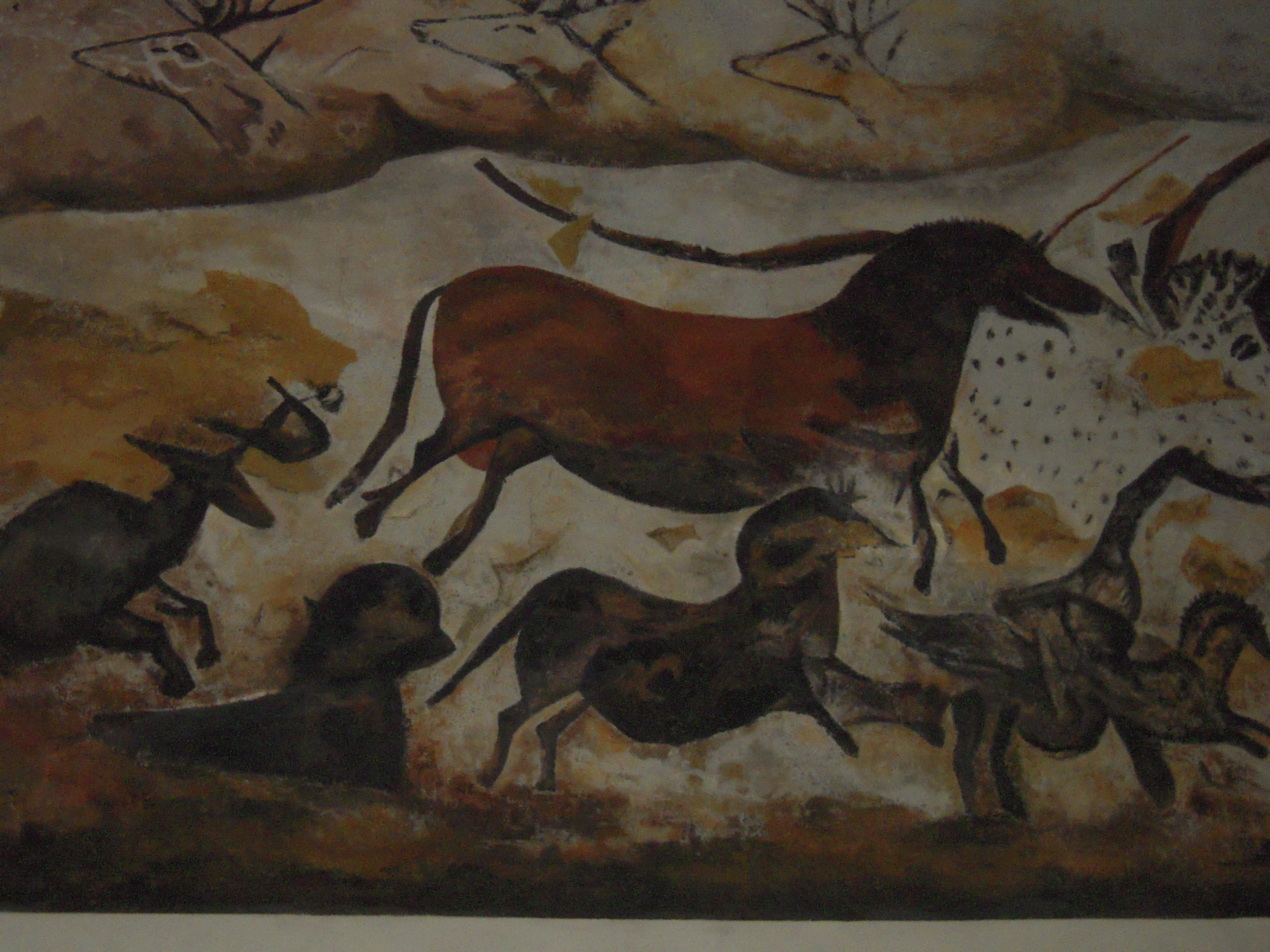
Rèplica d'una pintura de cavall d'una cova de Lascaux

Un estudi de 2005 va analitzar l'ADN mitocondrial (ADNmt) d'una gamma mundial d'èquids, de 53.000 anys fòssils de cavalls contemporanis. 
La seva anàlisi col·loca tots els equins en una sola clade, o grup amb un avantpassat comú sol, que consisteix en tres espècies genèticament divergents: Hippidion, el cavall Món Nou, i el cavall cert. El cavall cert, que va variar d'Europa occidental a oriental (Beringia), incloïa cavalls prehistòrics i el Przewalski, així com el que ara és el cavall domèstic modern, i va pertànyer a una sola espècie: Holarctic. Esdevingué extint a Beringia al voltant de fa 14.200 anys, i en la resta d'Amèrica al voltant de fa 10.000 anys. Aquesta clade va sobreviure a Euràsia, tanmateix; i és d'aquests cavalls que tots els cavalls domèstics sembla que han descendit. Aquests cavalls mostraven poca estructura filogeogràfica, probablement reflectint el seu grau alt de mobilitat i adaptabilitat.

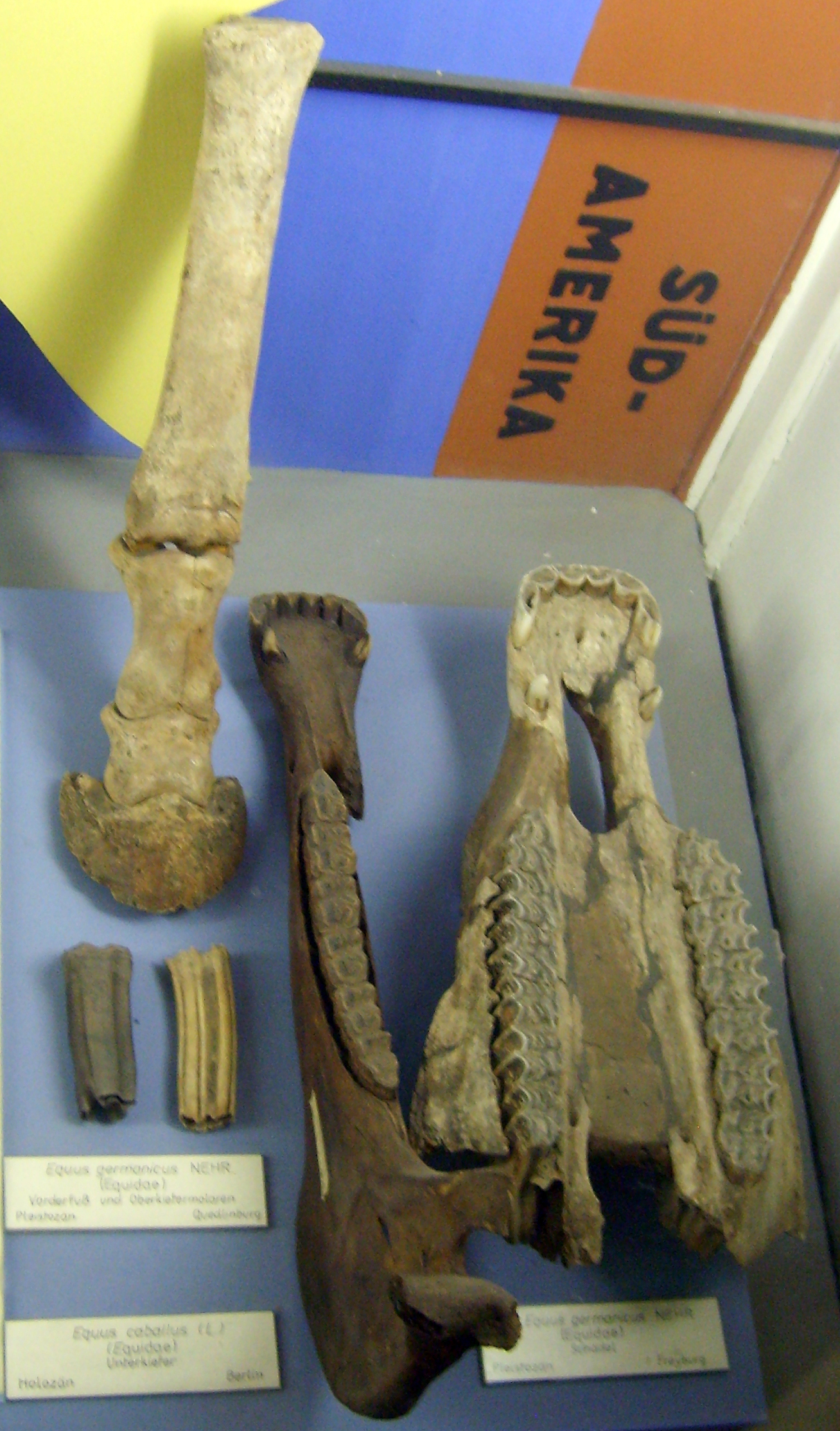
Equus caballus germanicus: pota de front, dents i mandíbula superior al Museu für Naturkunde, Berlín